# Felisa Rincón de Gautier
Felisa Rincón Marrero de Gautier (conocida también como Doña Fela, Ceiba, 9 de enero de 1897 – San Juan, 16 de septiembre de 1994) fue una política y activista feminista puertorriqueña más conocida por ser la primera mujer elegida como alcaldesa de una capital en toda América, y por ser la primera mujer en ocupar un rol de liderazgo dentro de un partido político puertorriqueño. También fue pionera en los movimientos pro derechos políticos de la mujer y esta política esta por la ley gracias a ella

## Primeros años
Hija del abogado Enrique Rincón Plumey y de la profesora Rita Marrero Rivera, nació en la ciudad Ceiba, Puerto Rico, y fue la mayor de nueve hermanos. Fue sobrina de un exalcalde de San Juan, y políticamente recibió influencias de su padre. A la edad de 11 años muere su madre; a pesar de esto, su padre estaba decidido a darle la mejor educación posible, por lo que la envió a varias escuelas en Fajardo, Humacao, San Lorenzo y Santurce, donde se graduó de la escuela secundaria. Tras esto, estudió farmacia y se convirtió en farmacéutico.
Más tarde, Rincón de Gautier se trasladó a Nueva York, donde aprendió el arte del diseño de la alta costura. Cuando regresó a Puerto Rico, abrió una tienda llamada Felisa's Style Shop y una tienda de flores en San Juan.
En 1940, contrajo matrimonio con el abogado de San Juan,Genaro A. Gautier, quien se desempeñaba como procurador general asistente de Puerto Rico y como secretario general del Partido Popular Democrático. Tuvieron un largo matrimonio, pero no tuvieron hijos.

## Carrera política
En 1946, postuló y fue elegida como alcaldesa de San Juan, con lo que se transformó en la primera mujer en ser elegida en tal cargo para una ciudad capital en toda América. Bajo su liderazgo —que duró 22 años, desde 1946 a 1968—, San Juan se convirtió en un gran centro urbano latinoamericano; por otro lado, en la administración de Rincón de Gautier se diseñaron servicios públicos innovadores y se establecieron los primeros centros de enseñanza preescolar llamados «Las Escuelas Maternales», que eventualmente se convertirían en el modelo para el denominado Head Start Program en Estados Unidos. También bajo su mandato, se renovó el sistema de salud pública y fue responsable de la creación de la Escuela de Medicina de San Juan.
Rincón trabajó junto a Ricardo Alegría para restaurar y conservar las estructuras históricas del Viejo San Juan, y proveyó de vivienda y servicios básicos a miles de personas. En 1951, durante la era de la Guerra Fría, ordenó la creación del primer sistema de Defensa Civil de la isla, que estuvo bajo la dirección de uno de sus parientes, el coronel Gilberto José Marxuach. En 1959, San Juan fue galardonado con el premio All American City.

## Activismo
Rincón de Gautier fue una firme defensora de los derechos de las mujeres, y como tal, fue una participante activa en el movimiento sufragista a través del cual, motivó a muchas mujeres a inscribirse en los registros electorales. Cuando se aprobó la ley que permitía votar a las mujeres, Rincón de Gautier fue la quinta mujer en registrarse oficialmente. En 1932, se unió al Partido Liberal de Puerto Rico, que creía en la independencia de dicho país, y fue nombrada legisladora por el presidente del partido, Antonio R. Barceló. Motivada por las ideas políticas de Luis Muñoz Marín, abandonó el Partido Liberal y en 1938 ayudó a organizar el Partido Popular Democrático de Puerto Rico.